# Północnoeuropejska Liga Koszykówki
Północnoeuropejska Liga Koszykówki – międzynarodowa liga koszykarska funkcjonująca w latach 1998–2003. W 2004 roku została przekształcona w Bałtycką Ligę Koszykówki. Była to pierwsza regionalna i jednocześnie międzynarodowa liga koszykówki w Europie. Pierwotnie miały w niej występować zespoły z pięciu krajów – Litwy, Łotwy, Estonii, Szwecji i Finlandii.
W 1999 roku straciła swój regionalny charakter, ponieważ dołączyły do niej zespoły spoza strefy bałtyckiej. Na przestrzeni istnienia ligi występowały w niej zespoły z Polski, Czech, Danii, Niemiec, Belgii, Holandii, Wielkiej Brytanii, Rosji, Ukrainy, Białorusi, Bułgarii, Macedonii, Rumunii, Serbii, Izraela, Litwy, Łotwy, Estonii, Szwecji, Finlandii i Turcji.
Założycielem ligi był członek Koszykarskiej Galerii Sław im. Jamesa Naismitha – Šarūnas Marčiulionis.
Rozgrywki Final Four Ligi Północnoeuropejskiej rozgrywano za każdym razem w Wilnie (Litwa).
W 2002 roku zespoły CSKA Moskwa, Žalgiris oraz Maccabi Tel Awiw zrezygnowały z udziału w lidze na rzecz Euroligi.
W latach 2000–2002 w lidze występował polski zespół – Polonia Warszawa.
W sezonie 2002/03 nie odbyła się faza grupowa, ze względu na zbyt małą liczbę uczestników. Cztery najlepsze zespoły z Pucharu Mistrzów Konferencji Północnej FIBA rozegrały między sobą Final Four Ligi Północnoeuropejskiej.

## Finały Ligi
| Sezon     | Mistrz               | Wicemistrz           | Liczba drużyn | Liczba krajów |
| 1998-1999 | Žalgiris             | ASK/Brocēni/LMT      | 8             | 5             |
| 1999-2000 | CSKA Moskwa          | Lietuvos Rytas Wilno | 14            | 9             |
| 2000-2001 | Ural Great           | Žalgiris             | 16            | 12            |
| 2001-2002 | Lietuvos Rytas Wilno | Ural Great           | 31            | 19            |
| 2002-2003 | Uniks Kazań          | Lietuvos Rytas Wilno | 4             | 3             |

## Mistrzowskie składy
1999 – Žalgiris Kowno
- Jiří Zídek, Eurelijus Žukauskas, Mindaugas Žukauskas, Tomas Masiulis, Kęstutis Šeštokas, Saulius Štombergas, Dainius Adomaitis, Anthony Bowie, Darius Maskoliūnas, Tyus Edney, Giedrius Gustas, trener: Jonas Kazlauskas

2002 – Lietuvos Rytas Wilno
- Vedran Bosnić, Mantas Česnauskis, Simas Jasaitis, Artūras Javtokas, Robertas Javtokas, Walsh Jordan, Rimantas Kaukėnas, Aivaras Kiaušas, Arvydas Macijauskas, Kęstutis Marčiulionis, Kęstutis Šeštokas, Ramūnas Šiškauskas, Andrius Šležas, Andrius Vyšniauskas, trenerzy: Alfredas Vainauskas, Jonas Kazlauskas